# 이인수 (만주보민회)
이인수(李寅秀, ? ~ ?)는 대한제국 시기에 일진회 회원으로, 일제강점기 당시에 만주 지역에서 만주보민회 회원으로 활동했던 인물로, 본적은 경성부 수창동(1926년 당시 주소이며 현재의 대한민국 서울특별시 종로구 내수동)이다.

## 생애
1906년부터 1909년까지 3년 동안 일진회의 충청남도 지부회장을 맡았다. 1910년 한일 병합 조약이 체결된 뒤 일진회가 해체되었을 때 일진회 회원들에게는 해산분배금이 상금 격으로 주어졌다. 이때 이인수는 분배금 250원을 수령했으며 후에 흑룡회가 세운 일한합방기념탑에도 합방 공로자로 이름이 새겨져 있다.
1920년 천도교에서 일진회 계열이 분리되어 창시한 신흥 종교 제우교(濟愚敎)에서 포교사(布敎師)로 활동하다가 1920년 만주 지역에서 만주보민주식회사(滿洲保民株式會社)가 설립되었을 때 발기인이 되었다. 1920년 10월부터 11월까지 일어난 일본군의 간도 출병 때 주도적으로 항일 세력을 색출하는 데에 나섰고 제우교도를 중심으로 조직된 남만주의 밀정 단체 만주보민회에서는 최정규의 뒤를 이어 본부 회장을 맡았다.
만주보민회 회장직을 역임하는 동안에는 주로 만주 곳곳에서 순회 강연으로 열면서 조선인을 상대로 사상 교육과 선전 작업을 실시하는 한편 항일 부대원에 대한 귀순 공작을 폈다. 관동군을 등에 업은 만주보민회는 많은 항일 인사를 체포하고 살상하였다. 이로 인해 일본인 순사를 대동한 이인수 일행이 싱징 현(興京縣, 흥경현) 영릉가(永陵街)에서 항일 독립 운동 단체의 습격을 받은 일도 있으며 대한민국 임시 정부의 기관지 《독립신문》은 그를 "보민회 두목 이인수"라 지칭하며 여러 차례 비난했다. 이인수는 "만주보민회 회원 수백 명이 독립군에게 보복 살해되어 유족들의 원한이 크니 살해된 공작원 유가족에게 경제적인 지원을 해달라"며 탄원하기도 했다.
같은 기간 제우교 내에서도 실력자로 성장하여 1921년 4월에는 부교령(副敎領)이 되었고 1923년부터 1926년까지는 교주 격인 대교령(大敎領)으로 재직했다. 1924년 4월 만주보민회가 해체되었을 때는 일본 정부로부터 해산분배금 300원을 받았다. 1941년 11월 2일 경성부 박문사에서 열린 만주보민회 회원 초혼제와 합동위령제에 참석하는 등 태평양 전쟁 시기까지 생존해 있었지만 이후의 행적에 대해서는 거의 알려져 있지 않다.

## 사후
- 2007년 대한민국 친일반민족행위진상규명위원회가 발표한 친일반민족행위 195인 명단과 2008년 공개된 민족문제연구소의 친일인명사전 수록예정자 명단에 모두 선정되었다.

## 같이 보기
- 일진회
- 만주보민회
- 제우교

## 참고자료
- 친일반민족행위진상규명위원회 (2007년 12월). 〈이인수〉 (PDF). 《2007년도 조사보고서 II - 친일반민족행위결정이유서》. 서울. 2220~2231쪽쪽. 발간등록번호 11-1560010-0000002-10. [깨진 링크(과거 내용 찾기)]